# Mănăștiur
Mănăștiur (fino al 1924 Mănăștur, in ungherese Bégamonostor, in tedesco Monostor) è un comune della Romania di 1706 abitanti, ubicato nel distretto di Timiș, nella regione storica del Banato. 
Il comune è formato dall'unione di 4 villaggi: Mănăștiur, Pădurani, Remetea-Luncă, Topla.
Il monumento più importante del comune è la chiesa lignea di Topla, dedicata ai SS. Arcangeli Michele e Gabriele (Sfinţii Arhangheli Mihail și Gavriil), costruita ai primi del XVIII secolo e contenente un ciclo pittorico datato 1747.